# Gelignita
La gelignita, també coneguda com a gelatina explosiva o simplement "gelea", és un material explosiu que consisteix en col·lodió-cotó (un tipus de nitrocel·lulosa) dissolt en nitroglicerina o nitroglicol i barrejat amb polpa de fusta i salitre (nitrat de sodi o nitrat de potassi).
Va ser inventada l'any 1875 pel químic suec Alfred Nobel, que també va inventar la dinamita. És més estable que la dinamita, però encara pot patir "sudoració" o lixiviació de nitroglicerina. La seva composició la fa fàcilment modelable i segura de manejar sense protecció, sempre que no estigui a prop de res capaç de detonar-la.
Un dels explosius més barats, crema lentament i no pot explotar sense un detonador, de manera que es pot emmagatzemar amb seguretat.
Al Regne Unit, cal un certificat d'explosius, emès pel cap de policia local, per tenir gelignita. A causa del seu ús civil generalitzat en pedreres i mines, històricament ha estat utilitzat per grups terroristes com l'Exèrcit Republicà Irlandès Provisional i la Força de Voluntaris de l'Ulster que sovint utilitzaven gelignita com a reforç.

## Frangex
A la dècada de 1970, Irish Industrial Explosives Limited va produir anualment 6.000 tones de Frangex, una gelignita comercial destinada a ser utilitzada en mines i pedreres. Es va produir a la fàbrica d'explosius més gran d'Irlanda a Enfield, al comtat de Meath. La Gardaí i l'exèrcit irlandès patrullaven la zona, impedint que l'IRA hi tingués accés directe.
Tanmateix, l'Exèrcit Republicà Irlandès Provisional (PIRA) va adquirir indirectament quantitats del material. En el moment de la detenció de Patrick Magee, 3.5 kg van ser trobats en el seu poder. 300 kg van ser descoberts en un camió cisterna segrestat el gener de 1976. El material de gelignita robat per l'IRA a les pedreres, granges i obres de construcció de la República estava darrere dels 48,000 lb (22,000 kg) d'explosius detonats a Irlanda del Nord només durant els primers sis mesos de 1973.
El voluntari de PIRA, més tard informador, Sean O'Callaghan va estimar que amb 11 kg (25 lb) de Frangex es mataria tothom a menys de 18 metres de radi. El Real IRA (RIRA) també va adquirir Frangex i, el desembre de 2000, se'n van descobrir vuitanta paquets en una granja de Kilmacow, comtat de Kilkenny, prop de Waterford.
A principis de 1982, l'Exèrcit d'Alliberament Nacional Irlandès va robar 450 kg (1,000 lb) d'explosius comercials Frangex de les mines de Tara al comtat de Tipperary, que permeten a l'organització intensificar la seva campanya de bombes. L'INLA va dur a terme el seu atac més mortífer el desembre de 1982 amb la bomba de la discoteca Droppin' Well de Ballykelly, comtat de Londonderry, freqüentada per personal militar britànic, en el qual van morir 11 soldats en permís i 6 civils. Una bomba, estimada entre 2.5 a 4.5 kg (5 a 10 lb) d'explosiu Frangex, prou petit com per cabre en una bossa de mà, es va deixar al costat d'un pilar de suport i va fer caure el sostre quan va explotar.